# Chrysosoma angolense
Chrysosoma angolense är en tvåvingeart som beskrevs av Octave Parent 1934. Chrysosoma angolense ingår i släktet Chrysosoma och familjen styltflugor. Inga underarter finns listade i Catalogue of Life.